# Westermannia albiorbis
Westermannia albiorbis är en fjärilsart som beskrevs av George Francis Hampson 1918. Westermannia albiorbis ingår i släktet Westermannia och familjen trågspinnare. Inga underarter finns listade i Catalogue of Life.